# Ganzhou, Zhangye
Ganzhou, även stavat Kanchow, är ett stadsdistrikt och säte för stadsfullmäktige i staden Zhangye i provinsen Gansu i nordvästra Kina.
Ganzhou är indelat i fem stadsdelsdistrikt, 13 köpingar, fem socknar (varav en etnisk minoritetssocken och tre administrativa enheter på sockennivå.
Stadsdelsdistrikt (jiedao):

- Beijie (北街街道)
- Dongjie (东街街道)
- Huochezhan (火车站街道)
- Nanjie (南街街道)
- Xijie (西街街道)

Köpingar (zhen):

- Chang'an (长安镇)
- Daman (大满镇)
- Dangzhai (党寨镇)
- Ganjun (甘浚镇)
- Jiantan (碱滩镇)
- Liangjiadun (梁家墩镇)
- Mingyong (明永镇)
- Sanzha (三闸镇)
- Shajing (沙井镇)
- Shangqin (上秦镇)
- Wujiang (乌江镇)
- Xiaoman (小满镇)
- Xindun (新墩镇)

Socknar (xiang):

- Anyang (安阳乡)
- Huazhai (花寨乡)
- Jing'an (靖安乡)
- Longqu (龙渠乡)

Etnisk minoritetssocknen för mongoler (mengguzu xiang): 
- Pingshanhu (平山湖蒙古族乡) *

Områden på sockennivå:
- Gansu Zhangye Gongye Yuanqu industripark (甘肃张掖工业园区)
- Guoying Zhangye Nongchang jordbruk (国营张掖农场)
- Sheng Nongkeyuan Zhangye Liu Gongli Shiyan Chang lantbruksakademi (省农科院张掖九公里试验场)